# بایمان‌عریض
بایمان‌عریض، روستایی از توابع بخش مرکزی شهرستان رامهرمز در استان خوزستان ایران است.
روستای بایمان در کتاب فرهنگ جغرافیایی  ایران
بایمان . (اِخ ) دهی از بخش رامهرمز شهرستان اهواز، جنوب راه شوسه ٔ رامهرمز به هفت گل . سکنه آن 100 تن ، آب از رودخانه ٔ کوپال ، محصول آن : غلات ، برنج بزرک ، کنجد و شغل اهالی زراعت است .زبان لری ،ساکنان از طایفه بایمان هستند. (از فرهنگ جغرافیائی ایران ج 6).

## جمعیت
این روستا در دهستان حومه‌غربی قرار دارد و براساس سرشماری مرکز آمار ایران در سال ۱۳۸۵، جمعیت آن ۹۳ نفر (۲۷خانوار) بوده‌است.